# Update (software)
Updaten betekent letterlijk actualiseren in het Engels. Het kan van toepassing zijn op alles wat naar een nieuwere variant is bijgewerkt. Echter in de context van het algemene spraakgebruik, duidt het op het bijwerken van software middels een patch. 

## Update vs upgrade
Er is een groot verschil tussen een update en een upgrade:
- Een update wordt meestal uitgebracht om ontoelaatbare tekortkomingen, zoals bugs (programmeerfoutjes) of beveiligingsrisico's te herstellen of om een klein deel van het programma te wijzigen. Een upgrade brengt meestal grotere veranderingen met zich mee, zoals volledig nieuwe functionaliteit, een nieuwe gebruikersinterface of een nieuw ontworpen achterliggend systeem.
- Updates zijn meestal te herkennen aan het feit dat het tweede of een later getal van het versienummer met 1 verhoogd wordt. Bijvoorbeeld van 1.1 naar 1.2 of van 1.12 naar 1.13 of van 1.7.2 naar 1.7.3.
Bij een upgrade verhoogt normaal het eerste getal van het versienummer en wordt het tweede getal terug op 0 gezet. Bijvoorbeeld van 1.5 naar 2.0
- Voor een update hoeft men normaal niet te betalen, zelfs niet als het om een commercieel programma gaat. Deze dient immers om een product te verbeteren. Voor een upgrade moet men echter meestal bijbetalen (indien het om een commercieel programma gaat). Dikwijls moet men echter niet zoveel betalen als wanneer het programma voor het eerst wordt aangeschaft.
- Updates hebben meestal een kleinere omvang qua bestandsgrootte dan upgrades omdat het gaat om relatief kleine verbeteringen of toevoegingen.

## Hoe updaten
Er zijn verschillende manieren om een programma te updaten. Welke van toepassing is, verschilt van programma tot programma:
- Men moet een nieuw installatiebestand downloaden en over de vorige versie installeren. Deze werkwijze is erg omslachtig omdat iedere keer het volledige programma opnieuw moet worden geïnstalleerd. Deze werkwijze komt vooral bij kleine programma's voor.
- Men downloadt een installatiebestand dat enkel die bestanden vervangt die daadwerkelijk vernieuwd zijn. Deze werkwijze wordt vooral toegepast door de middelgrote softwarebedrijven.
- Het programma kan zelfstandig de nieuwe updates downloaden en installeren. Deze techniek wordt vooral door de grote softwarebedrijven gebruikt.

De meeste Linuxdistributies beschikken over een updatefunctionaliteit via het pakketbeheersysteem.

## Wanneer updaten
Het wordt aangeraden periodiek te updaten naar de nieuwste versie, of wanneer er problemen zijn met de huidige versie. Deze update brengt meestal buiten het zicht van de gebruiker belangrijke wijzigingen aan. De gebruiker zal zelden het verschil met de vorige versie zien, maar de nieuwe versie zal meestal stabieler zijn (beter werken). Bij updates van besturingssystemen kan het voorkomen dat er gevolgen zijn van het updaten. Sommige functies zijn dan bijvoorbeeld buiten werking gesteld of reageren anders.
Upgrades zijn daarentegen veel grotere wijzigingen. Er moet beter nagedacht worden of het voordelig is om deze te installeren.

## Software versioning
Software versioning is het proces van het toewijzen van unieke nummers aan elke versie van computersoftware.
Fases: Alfaversie · Bètaversie · Release candidate (RC) · Release to manufacture (RTM) · Stabiele versie · Onderhoudsversie (legacy)
Begrippen: Upgrade · Update · Patch · Service pack